# Iresioides basalis
Iresioides basalis är en skalbaggsart som först beskrevs av Charles Joseph Gahan 1890.  Iresioides basalis ingår i släktet Iresioides och familjen långhorningar.
Artens utbredningsområde är Madagaskar. Inga underarter finns listade i Catalogue of Life.